# Freazino
Freazino (în rusă: Фрязино) este un oraș din Regiunea Moscova, Federația Rusă, cu o populație de 52.436 de locuitori.